# Nova Zelândia nos Jogos Olímpicos de Verão de 2024
Nova Zelândia participou dos Jogos Olímpicos de Verão de 2024, realizados em Paris, na França. Foi a 25.ª aparição do país nos Jogos Olímpicos de Verão desde a estreia como nação independente na Antuérpia 1920, sendo representado por 203 atletas que competiram em 22 esportes.
Conquistou 20 medalhas, sendo dez de ouro, sete de prata e três de bronze. Com a metade do total de medalhas sendo douradas, a canoagem foi a modalidade mais bem sucedida nesse quesito com quatro vencedores: Finn Butcher (caiaque cross masculino), Lisa Carrington (K-1 500 m feminino), a dupla Carrington e Alicia Hoskin no K-2 500 m feminino e a equipe do K-4 500 metros para mulheres (com Carrington como uma das integrantes para totalizar três medalhas de ouro individuais). Em quantidade de medalhas, o ciclismo obteve o maior número das medalhas neozelandesas com cinco (dois ouros, duas pratas e um bronze), seguidas das quatro medalhas de ouro da canoagem e das também quatro medalhas do remo (um ouro, duas pratas e um bronze).

## Medalhas
| Atleta | Esporte      | Evento                           | Medalha |
| --- | ------------ | -------------------------------- | ------- |
| - Risi Pouri-Lane Jorja Miller Stacey Waaka Manaia Nuku Sarah Hirini Michaela Blyde Tyla King Mahina Paul Jazmin Felix-Hotham Theresa Setefano Portia Woodman-Wickliffe Alena Saili | Rugby sevens | Feminino                         | Ouro    |
| Brooke Francis Lucy Spoors | Remo         | Skiff duplo feminino             | Ouro    |
| Finn Butcher | Canoagem     | Slalom caiaque cross masculino   | Ouro    |
| Olivia Brett Lisa Carrington Alicia Hoskin Tara Vaughan | Canoagem     | K-4 500 m feminino               | Ouro    |
| Ellesse Andrews | Ciclismo     | Keirin feminino                  | Ouro    |
| Lisa Carrington Alicia Hoskin | Canoagem     | K-2 500 m feminino               | Ouro    |
| Hamish Kerr | Atletismo    | Salto em altura masculino        | Ouro    |
| Lisa Carrington | Canoagem     | K-1 500 m feminino               | Ouro    |
| Lydia Ko | Golfe        | Individual feminino              | Ouro    |
| Ellesse Andrews | Ciclismo     | Velocidade feminino              | Ouro    |
| Hayden Wilde | Triatlo      | Masculino                        | Prata   |
| Matt Macdonald Oliver Maclean Tom Murray Logan Ullrich | Remo         | Quatro sem masculino             | Prata   |
| Isaac McHardie William McKenzie | Vela         | 49er                             | Prata   |
| Emma Twigg | Remo         | Skiff simples feminino           | Prata   |
| Ellesse Andrews Shaane Fulton Rebecca Petch | Ciclismo     | Velocidade por equipes feminino  | Prata   |
| Ally Wollaston Bryony Botha Emily Shearman Nicole Shields | Ciclismo     | Perseguição por equipes feminino | Prata   |
| Maddi Wesche | Atletismo    | Arremesso de peso feminino       | Prata   |
| Jackie Gowler Phoebe Spoors Davina Waddy Kerri Williams | Remo         | Quatro sem feminino              | Bronze  |
| Micah Wilkinson Erica Dawson | Vela         | Nacra 17                         | Bronze  |
| Ally Wollaston | Ciclismo     | Omnium feminino                  | Bronze  |

## Competidores
Esta foi a participação por modalidade nesta edição:
| Esporte              | Masculino | Feminino | Total |
| -------------------- | --------- | -------- | ----- |
| Atletismo            | 8         | 9        | 17    |
| Canoagem             | 5         | 7        | 12    |
| Ciclismo             | 9         | 11       | 20    |
| Escalada esportiva   | 1         | 1        | 2     |
| Futebol              | 20        | 20       | 40    |
| Ginástica            | 1         | 2        | 3     |
| Golfe                | 2         | 1        | 3     |
| Halterofilismo       | 1         | 0        | 1     |
| Hipismo              | 2         | 2        | 4     |
| Hóquei sobre a grama | 19        | 0        | 19    |
| Judô                 | 0         | 2        | 2     |
| Lutas                | 0         | 1        | 1     |
| Natação              | 4         | 5        | 9     |
| Natação artística    | 0         | 2        | 2     |
| Remo                 | 9         | 11       | 20    |
| Rugby sevens         | 13        | 12       | 25    |
| Saltos ornamentais   | 0         | 1        | 1     |
| Surfe                | 1         | 1        | 2     |
| Tênis                | 0         | 2        | 2     |
| Tiro                 | 1         | 1        | 2     |
| Triatlo              | 2         | 2        | 4     |
| Vela                 | 6         | 6        | 12    |
| Total                | 104       | 99       | 203   |